# جيمس هنري ميس
جيمس هنري ميس هو محامي وسياسي أمريكي، ولد في 29 يونيو 1868 في موريستاون في الولايات المتحدة، وتوفي في 19 أبريل 1926 في وينديل في الولايات المتحدة. نشط حزبياً في الحزب الديمقراطي. وقد انتخب عضو مجلس النواب الأمريكي ‏.